# 프리드리히 굴다

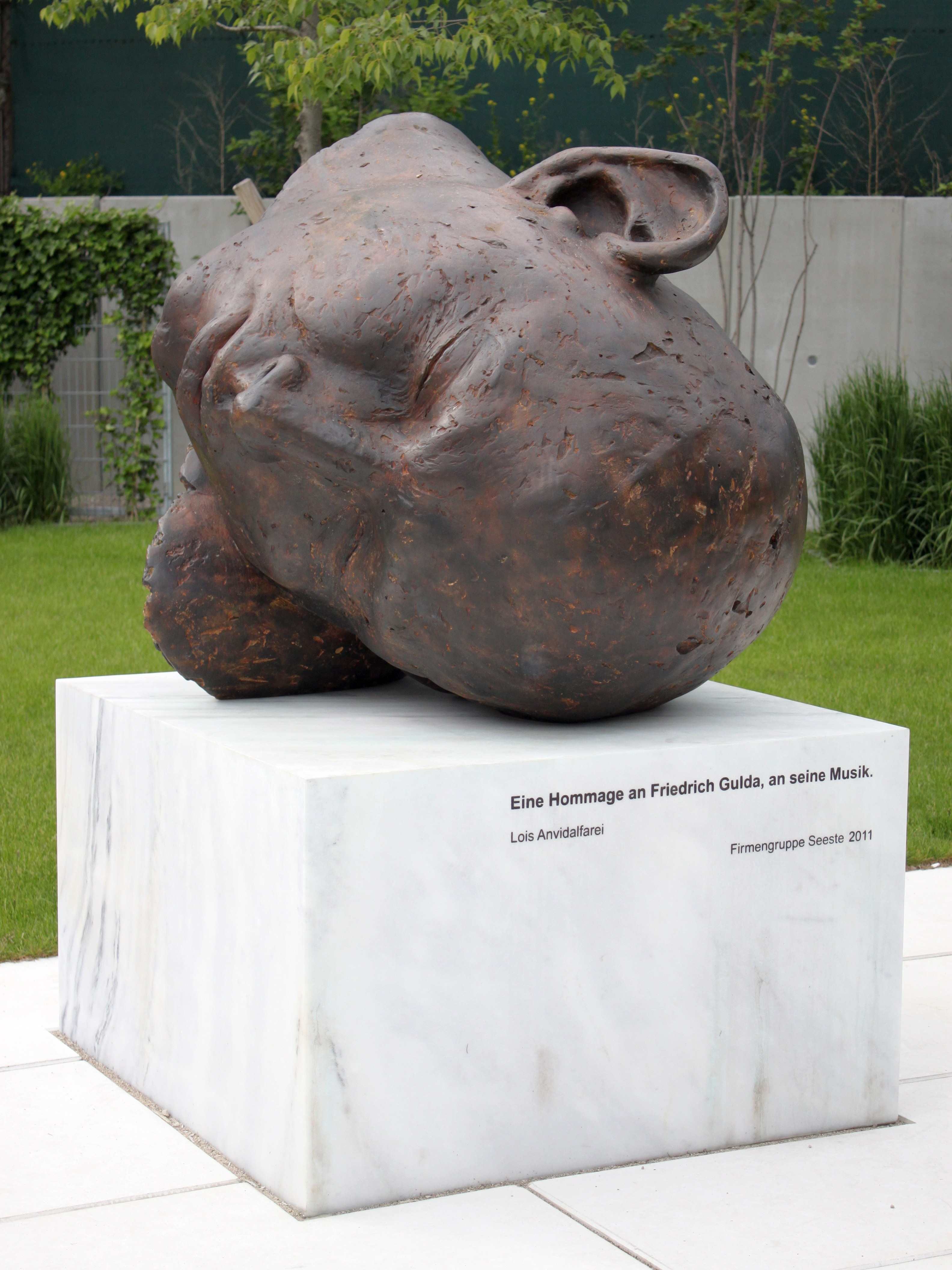

프리드리히 굴다(Friedrich Gulda, 1930년 5월 16일 ~ 2000년 1월 27일)는 오스트리아의 피아니스트이다. 클래식과 재즈 음악 분야에서 활동했다.

## 생애
1930년 빈의 교육자 부모 밑에서 태어났다. 음악 애호가였던 부모의 영향으로 일찍부터 음악 교육을 받아 12세에 빈 음악원에 입학하고, 1946년에는 16세의 나이로 제네바 국제 음악 콩쿠르에서 우승했다. 바두라스코다, 데무스와 함께 빈의 삼총사 중의 한 사람으로, 셋 중에서 가장 손가락을 잘 움직인다는 정평이 있다. 젊은 시절 모차르트와 베토벤의 명수로 인정받았으며 두 번에 걸쳐 베토벤 전집을 녹음하는 기록을 남겼다. 모차르트의 작품을 연주할 때는 악보에 없는 음부를 치기도 했다. 모차르트의 <피아노 협주곡 내림나장조>등에 그의 흩뜨리지 않는 연주 특징 등이 잘 나타나 있다. 연주회에 연미복이 아닌 티셔츠에 모자를 쓰고 나타나는 일이 많았고, 언론에 자신이 죽었다는 보도문을 팩스로 보내놓고 며칠 뒤 유유히 나타나 부활 콘서트를 여는 기행도 보였다. 만년에는 재즈와 즉흥음악에 심취해 자주 협연을 했다.
2000년 1월 27일에 자신의 저택에서 심장마비로 사망하였다.